# سرية زيد بن حارثة (بني سليم)
سرية زيد بن حارثة إلى بني سليم، هي أحد سرايا الرسول، أرسل فيها الصحابي زيد بن حارثة إلى بني سليم بالجموح، وذلك في شهر ربيع الثاني سنة 6 هـ.

## أحداث السرية
بعث النبي محمد زيد بن حارثة إلى بني سليم بالجموح، فسار حتى ورد ذلك المحل، فأصابوا امرأة من مزينة فدلتهم على محلة من محال القوم، فأصابوا في تلك المحلة إبلاً وشاء، وأسروا منها جماعة من جملتهم زوج تلك المرأة، وانحدروا بذلك إلى المدينة، فوهب رسول الله لتلك المرأة نفسها وزوجها. فقال بلال بن الحارث المزني في ذلك: لعمرك ما أخنى المسول ولا ونت حليمة حتى راح ركبهما معا.